# 薛飛 (1981年)
薛飞（1981年8月26日—），男，湖北武汉人，中国足球运动员，司职前锋，曾经效力于顶级联赛球队上海申花。

## 生平
薛飞在有线02时就曾获得2000年乙级联赛的最佳射手，不过球队仍然冲击甲级未果。2002年，他进入了上海申花，并在联赛中获得过出场机会和入球。2003年初，河南建业以永久转会形式签下了申花原本准备出租的薛飞，转会费60万元，作为重点培养对象，而薛飞也有出色表现，成为河南队国内球员中进球最多的球员。2006年，逐渐失去队内位置的薛飞被租借到乙级联赛武汉雅琪，不过球队冲甲失败，而薛飞返回河南后也被挂牌并无人问津，也未进入次年的阵容。